# Anna Klara Fischer
Anna Klara Fischer, geborene Schmelzkopf (* 22. Oktober 1887 in Braunschweig; † 24. März 1967 in Bremen), war eine deutsche Sozialpolitikerin und Frauenrechtlerin.

## Biografie
Anna Klara Fischer war die Tochter des Lehrers Friedrich Heinrich Schmelzkopf und  Anna Schmelzkopf, geborene Brandt. Sie wuchs mit sechs Geschwistern auf. Fischer absolvierte eine Höhere Mädchenschule und ein Lehrerseminar. In den Fächer Englisch und Biologie unterrichtete sie als Lehrerin in Braunschweig. Sie war außerdem journalistisch tätig. 1912 heiratete sie den Lehrer Paul Fischer, sie siedelten sich in Bremen an. Sie hatten zwei Töchter.
Geprägt von der Lebensreformbewegung des 19. Jahrhunderts engagierte sich bei der Jugendbewegung Wandervogel, in der Frauenbewegung – besonders in der Bremer Frauenbewegung – und im sozialen Bereich. Aktiv war sie in der Antialkoholikerbewegung tätig.
1913 schloss sie sich der Abstinenzbewegung von Ottilie Hoffmann in Bremen an, welche die Ottilie-Hoffmann-Häuser begründete. 1921 wurde sie Vorsitzende des Frauenvereins für alkoholfreie Kultur und der Ortsgruppe Bremen vom Deutschen Bund abstinenter Frauen. Sie war Mitarbeiterin von Hoffmann und baute nach deren Tod (1925) das Netz der alkoholfreien Gaststätten weiter aus. 1924 wurde sie in den Bundesvorstand des Deutschen Frauenbundes für alkoholfreie Kultur gewählt, 1935 wurde sie Vorsitzende. Fischer verstand es, mit den Widersprüchen der NS-Zeit umzugehen und die Handlungsfähigkeit des Vereins in dieser Zeit zu erhalten. Sie erreichte, dass der Frauenverein nicht in die NS-Frauenschaft überführt wurde.
Nach dem Zweiten Weltkrieg setzte sie ihre Arbeit fort. Als auf ihre Anregung hin 1956 in Bremen der Weltbund Christlicher Abstinenter Frauen (World's Woman's Christian Temperance Union WWCTU) tagte, wurde sie zur Vizepräsidentin des Weltbundes gewählt und 1962 in Neu-Delhi zur Ersten Vizepräsidentin. Sie betrieb den Aufbau der alkoholfreien Gaststätten, der Ottilie-Hoffmann-Häuser.
1946 war sie mit Agnes Heineken, Anna Stiegler, Käthe Popall und Irmgard Enderle Gründungsmitglied und Vorstand des Bremer Frauenausschusses, einem gesellschaftlich anerkannten, überparteilichen und überkonfessionellen Dachverband von Frauenorganisationen aus allen gesellschaftlichen Bereichen des Landes Bremen. Von 1951 bis 1959 war sie als Nachfolgerin von Agnes Heineken Vorsitzende des Verbandes; ihr folgte Gisela Müller-Wolff in dem Amt.
Im November 1962 nahm sie an der XXII. Worlds Convention der "World's Woman's Christian Temperance Union" in New Delhi, Indien, teil.
Sie war Präsidialmitglied der Deutschen Hauptstelle gegen die Suchtgefahren.

## Ehrungen
- Sie war Ehrenvorsitzende des Deutschen Frauenbundes für alkoholfreie Kultur[1]
- Sie erhielt das Goldene und Silberne Ehrenplakette des Deutschen Paritätischen Wohlfahrtsverbandes[1]
- Die Anna-Klara-Fischer-Straße in Bremen-Kattenturm wurde 1952 nach ihr benannt.